# Pierre-François Duméniaud
Pierre-François Duméniaud, né le 28 mars 1958, est un acteur français. Il est l'un des interprètes fétiches de l'œuvre de Claude Chabrol.

## Filmographie
- 1980 : Le Cheval d'orgueil de Claude Chabrol
- 1982 : Banzaï de Claude Zidi
- 1982 : Les Fantômes du chapelier de Claude Chabrol
- 1983 : Attention ! Une femme peut en cacher une autre de Georges Lautner
- 1984 : Le Sang des autres de Claude Chabrol
- 1984 : Poulet au vinaigre de Claude Chabrol : uniquement assistant réalisateur
- 1985 : Inspecteur Lavardin de Claude Chabrol
- 1986 : Tandem de Patrice Leconte
- 1986 : Masques de Claude Chabrol
- 1988 : L'Autre Nuit de Jean-Pierre Limosin
- 1988 : Un été d'orages de Charlotte Brandström
- 1988 : Une affaire de femmes de Claude Chabrol
- 1990 : Madame Bovary de Claude Chabrol
- 1991 : Betty de Claude Chabrol
- 1994 : L'Enfer de Claude Chabrol
- 1996 : Rien ne va plus de Claude Chabrol
- 2004 : La Demoiselle d'honneur de Claude Chabrol
- 2004 : Nature contre nature de Lucas Belvaux (première diffusion à la télévision)
- 2005 : L'Ivresse du pouvoir de Claude Chabrol
- 2006 : La Fille coupée en deux de Claude Chabrol
- 2010 : Carlos de Olivier Assayas